# Le Boullay-Mivoye
Le Boullay-Mivoye é uma comuna francesa na região administrativa do Centro, no departamento Eure-et-Loir. Estende-se por uma área de 11,03 km². Em 2010 a comuna tinha 506 habitantes (densidade: 45,9 hab./km²).